# 金曜特選劇場
『金曜特選劇場』（きんようとくせんげきじょう）は、1985年8月2日から1986年3月28日までテレビ東京系列局で金曜夜に放送された番組である。全26回。

## 概要
『全日本そっくりショー』が、3か月で打ち切られたのに伴い、「『そっくりショー』の次番組に、水曜20時枠の『花の女子校 聖カトレア学園』が改題移動」「水曜20時枠に、金曜20時枠の『知って得するゼミナール』が移動」と玉突き移動となったため、開いた金曜20時枠は21時枠と統合し、2時間番組を新たに設置した。その番組は、同局で正月特番として放送されていた『12時間超ワイドドラマ（後の新春ワイド時代劇→新春時代劇）』の6分割版を中心に、映画も放送された。

## 放送時間
金曜20:04 - 21:51（JST）
- これに伴い、20:54の『各駅停車世界の旅』は20:04へ、20:57の『女のコラム』は21:51へそれぞれ移動した。

## 放送作品一覧
1. 水戸黄門（月形龍之介版）
2. 英霊たちの応援歌 最後の早慶戦（19:30 - 21:51）
3. 海にかける虹〜山本五十六と日本海軍（その1）
4. 〃（その2）
5. 〃（その3）
6. 〃（その4）
7. 〃（その5）
8. 〃（その6）
9. 若き血に燃ゆる〜福沢諭吉と明治の群像（その1）
10. 〃（その2）
11. 〃（その3）
12. 〃（その4）
13. 〃（その5）
14. 〃（その6）
15. 最も危険な遊戯
16. 黄金時代劇のすべて（市川右太衛門関連番組）
17. 風雲 柳生武芸帳（その1）
18. 〃（その2）
19. 〃（その3）
20. 〃（その4）
21. 〃（その5）
22. 〃（その6）
23. 木枯し紋次郎
24. 仕事人梅安
25. 三人の賞金稼ぎ
26. 戦国魔神ゴーショーグン 時の異邦人

## 休止
当番組の休止は次の通り。枠は特記を除き20:04 - 21:51。
- 8月23日：プロ野球中継（19:00 - 20:54）、納涼祭り（21:00 - 21:54）
- 10月4日：'85日本の祭り
- 10月11日：日本民謡大会
- 10月18日：心の歌・日本のうた
- 11月15日：ワールド・カップダンス'85
- 12月13日：プロボクシング中継（19:30 - 20:54）、釣りとロマンの旅（21:00 - 21:54）
- 1月3日：日本民謡大賞（18:00 - 20:54）、豪華日本一ゼミナール（21:00 - 21:54）
- 1月24日：ファッションスペシャル
- 3月21日：ダンシング スーパージャパンカップ'86

なお20時枠と21時枠が分断される時には、『各駅停車』と『女のコラム』は移動前の時間で放送。